# Radimó
Radimó (szlovákul Radimov) község Szlovákiában, a Nagyszombati kerület Szakolcai járásában.

## Fekvése
Szakolcától 10 km-re délnyugatra található.

## Története
A régészeti leletek tanúsága szerint területén a történelem előtti időkben a hallstatti kultúra embere élt. A római korban barbár település volt a területén.
A magyar állam megalakulása után a község területe a holicsi királyi uradalom része volt. A település első írásos említése 1392-ből származik, amikor Luxemburgi Zsigmond az uradalmat a lengyel származású Stíbor vajdának adja. 1437-ben a Slik, 1444-ben a Pongrácz család birtoka. 1506-ban a Czobor család szerezte meg, akik 1736-ig birtokolták, ezután a holicsi uradalmat Mária Terézia férje, Lotaringiai Ferenc herceg vásárolta meg. Lakói mezőgazdasággal, állattartással, kender termesztéssel foglalkoztak. A falunak két vizimalma volt. 1715-ben 21 jobbágy és 12 zsellér háztartása adózott. 1752-ben 62 család lakta, 1787-ben 104 házában 569 lakos élt.
Vályi András szerint „RADIMO. Tót falu Nyitra Vármegyében, földes Ura a’ F. Tsászár, lakosai katolikusok, fekszik Unyimhoz közel, mellynek filiája, határja jeles, első osztálybéli.”
A napóleoni háborúkat követően a lakosság száma visszaesett. 1828-ban 69 háza és 483 lakosa volt. 1831-ben kolerajárvány pusztított. A járvány a porosz-osztrák háború idején, 1866-ban újra támadt. Ebben az időben nagy tűzvész is sújtotta a községet, 1898-ban újabb nagy tűzvész tört ki.
Fényes Elek szerint „Radimo, tót falu, Nyitra vmegyében, Egbellhez északra egy órányira: 429 kath., 18 zsidó lak., juhtartással, s kender-termesztéssel. F. u. ő cs. k. felsége. Ut. p. Holics.”
A trianoni békeszerződésig Nyitra vármegye Szakolcai járásához tartozott.

## Népessége
| Év:            | 1994. | 2004.   | 2014.   | 2024.    |
| -------------- | ----- | ------- | ------- | -------- |
| Emberek száma: | 591   | 576     | 574     | 507      |
| Eltérés:       |       | -2,53 % | -0,34 % | -11,67 % |

| Év:            | 2023. | 2024.   |
| -------------- | ----- | ------- |
| Emberek száma: | 493   | 507     |
| Eltérés:       |       | +2,83 % |

1910-ben 774, túlnyomórészt szlovák lakosa volt.
2001-ben 579 lakosából 563 szlovák volt.
2011-ben 580 lakosából 553 szlovák.

## Nevezetességei
A falu régi gótikus temploma nem maradt fenn. Szent Zsuzsanna vértanú tiszteletére szentelt római katolikus temploma 1729 és 1734 között épült. Orgonáját 1890-ben építették. Régi nagyharangját 1916-ban háborús célokra vették igénybe.

## Külső hivatkozások
- Hivatalos oldal
- Községinfó
- Radimó Szlovákia térképén
- E-obce.sk Archiválva 2007. március 17-i dátummal a Wayback Machine-ben